# Савикино
Са́викино — деревня в Котельском сельском поселении Кингисеппского района Ленинградской области.

## История
Упоминается как деревня Safwukala by в Толдожском погосте в шведских «Писцовых книгах Ижорской земли» 1618—1623 годов.
На карте Ингерманландии А. И. Бергенгейма, составленной по шведским материалам 1676 года, она обозначена как деревня Sawikylä.
На шведской «Генеральной карте провинции Ингерманландии» 1704 года — как Savikÿla.
Как деревня Савиокила она упомянута на «Географическом чертеже Ижорской земли» Адриана Шонбека 1705 года.
Деревня Савикино обозначена на карте Ингерманландии А. Ростовцева 1727 года.
Как деревня Сабакино она упоминается на карте Санкт-Петербургской губернии Я. Ф. Шмидта 1770 года.
На карте Санкт-Петербургской губернии Ф. Ф. Шуберта 1834 года обозначена деревня Савикино на восточном берегу озера Леонтьево или Бабинское.

САВИКИНО — деревня принадлежит полковнику барону Притвицу, число жителей по ревизии: 33 м. п., 45 ж. п. (1838 год)

На этнографической карте Санкт-Петербургской губернии П. И. Кёппена 1849 года она обозначена как деревня «Sawikina», расположенная в ареале расселения води. В пояснительном тексте к этнографической карте она записана как деревня Sawikina (Савикино) и указано количество её жителей на 1848 год: води — 35 м. п., 42 ж. п., всего 77 человек.
На карте профессора С. С. Куторги 1852 года отмечена деревня Савикино на восточном берегу озера Бабинское (Леонтьево).

САВИКИНА — деревня генерал-лейтенанта барона Притвица, 10 вёрст по почтовой, а остальное по просёлкам, число дворов — 11, число душ — 37 м. п. (1856 год)

САВИКИНО — деревня, число жителей по X-ой ревизии 1857 года: 45 м. п., 41 ж. п., всего 86 чел.

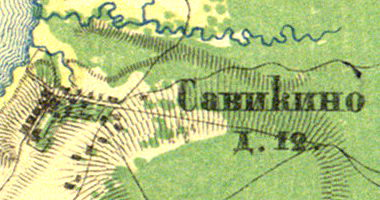
Деревня Савикино на карте 1860 года

Согласно «Топографической карте частей Санкт-Петербургской и Выборгской губерний» в 1860 году деревня Савикино насчитывала 12 крестьянских дворов.

САВИКИНО — деревня владельческая при колодцах и озере Бабинском, число дворов — 9, число жителей: 43 м. п., 42 ж. п. (1862 год)

САВИКИНО — деревня, по земской переписи 1882 года: семей — 22, в них 59 м. п., 46 ж. п., всего 105 чел.

САВИКИНО — деревня, число хозяйств по земской переписи 1899 года — 28, число жителей: 64 м. п., 60 ж. п., всего 124 чел.;
 разряд крестьян: бывшие владельческие; народность: русская — 6 чел., финская — 92 чел., смешанная — 26 чел.

В конце XIX — начале XX века деревня административно относилась к Котельской волости 2-го стана Ямбургского уезда Санкт-Петербургской губернии.
С 1917 по 1924 год деревня Савикино входила в состав Бабинского сельсовета Котельской волости Кингисеппского уезда.
С 1924 года в составе Савикинского сельсовета.
Согласно данным переписи населения СССР 1926 года в деревне Савикино проживал 91 человек, большинство русские, а также эстонцы.
С 1927 года в составе Котельского района.
С 1928 года в составе Корветинского сельсовета.
С 1931 года в составе Кингисеппского района.

План деревни Савикино. 1938 год

Согласно топографической карте 1938 года деревня насчитывала 23 двора.
В 1939 году население деревни Савикино составляло 115 человек.
По данным 1933 года деревня Савикино входила в состав Корветинского сельсовета Кингисеппского района.
C 1 августа 1941 года по 31 января 1944 года деревня находилась в оккупации.
С 1954 года в составе Великинского сельсовета.
В 1958 году население деревни Савикино составляло 50 человек.
По данным 1966 и 1973 годов деревня Савикино также находилась в составе Великинского сельсовета.
По данным 1990 года деревня Савикино входила в состав Котельского сельсовета.
В 1997 году в деревне Савикино проживали 16 человек, в 2002 году — 7 человек (все русские), в 2007 году — 5.

## География
Деревня расположена в северо-западной части Кингисеппского района к югу от автодороги А180 (E 20) (Санкт-Петербург — Ивангород — граница с Эстонией) «Нарва».
Расстояние до административного центра поселения — 13 км.
Расстояние до ближайшей железнодорожной платформы Кямиши — 6 км.
Деревня находится на восточном берегу Бабинского озера.

## Демография
| 1838 | 1848 | 1857 | 1862 | 1882 | 1899 | 1997 |
| ---- | ---- | ---- | ---- | ---- | ---- | ---- |
| 78   | ↘77  | ↗86  | ↘85  | ↗105 | ↗124 | ↘16  |
| 2007 | 2010 | 2017 |      |      |      |      |
| ↘5   | ↗15  | ↘8   |      |      |      |      |

### Национальный состав
Согласно данным Всероссийской переписи населения 2021 года в деревне проживали 7 человек, все русские.